# Psilochalcis soudanensis
Psilochalcis soudanensis är en stekelart som först beskrevs av Wallace A. Steffan 1951.  Psilochalcis soudanensis ingår i släktet Psilochalcis och familjen bredlårsteklar. Inga underarter finns listade i Catalogue of Life.